# Бацман Олеся Леонідівна
Олеся Леонідівна Бацман (нар. 3 жовтня 1984, Харків, Українська РСР, СРСР) — українська журналістка, телеведуча, головна редакторка інтернет-видання «ГОРДОН».

## Життєпис
2007 року закінчила філологічний факультет (відділення журналістики) Харківського національного університету ім. Василя Каразіна з червоним дипломом. Вступила до аспірантури, але не закінчила її, взявши академвідпустку.
З другого курсу працювала в харківській суспільно-політичній газеті «Время» і в авторській телевізійній програмі Сергія Потімкова «Комендантский час», яка тоді виходила на «7-му каналі». У 2005 році обіймала посаду шеф-редакторки харківської молодіжної газети «Зебра».
2006 року переїхала до Києва і шість років працювала із Савіком Шустером редакторкою його програми. Журналістка казала, що п'ять із шести років «сиділа у „вусі“ Савіка на всіх його ефірах». Під час роботи в програмі Шустера була позаштатною кореспонденткою тижневика «Бульвар Гордона» і газети «Дзеркало тижня».
Бацман розповідала, що зі своїм майбутнім чоловіком журналістом Дмитром Гордоном і Шустером познайомилася в один час — на четвертому курсі університету, коли приїхала брати до них інтерв'ю.
|  | Наприкінці четвертого курсу під час одного з відряджень до Києва я зробила інтерв'ю з трьома людьми: Савіком Шустером, Дмитром Гордоном і Юрієм Фальосою. Інтерв'ю вийшли гарні. Можу судити про це тільки тому, що всі троє запропонували мені роботу. Я пішла працювати до Савіка Шустера і позаштатною кореспонденткою в «Бульвар Гордона». |

З листопада 2013 року — головна редакторка інтернет-видання «ГОРДОН», заснованого Гордоном.
У липні 2017 року Бацман почала вести авторську програму «Бацман Live» на телеканалі NewsOne, а у вересні перейшла на канал «112 Україна», де її програма змінила назву на «Бацман». Ведуча запрошувала на інтерв'ю відомих сучасників — політиків, громадських та культурних діячів. Журналістка розповідала, що не була співробітником цих телеканалів і не отримувала там зарплати.
|  | Співпраця дуже проста: коли приходжу на канал, я даю йому цікавий продукт і рейтинг — це найголовніше. Канал зацікавлений у класних спікерах і класному продуктові. А канал дає мені майданчик, доступ до телеаудиторії і плюс технічну складову: студію, камери, режисерів тощо. За словами Бацман, і на NewsOne, і на «112 Україна» вона самостійно обирала гостей для ефірів, сама формулювала теми й питання — це було однією із умов співпраці. |

У травні 2019 року Бацман повідомила, що припиняє співпрацю зі «112 Україна» через вплив на канал Віктора Медведчука — колишнього глави Адміністрації Президента України, кума президента РФ Володимира Путіна й одного з ідеологів «русского мира» в Україні. Вона назвала подальше перебування на каналі контрпродуктивним і шкідливим для себе. У лютому 2021 року підтримала блокування в Україні телеканалів «112 Україна», NewsOne і ZIK, які офіційно належать соратнику Медведчука, народному депутату від «Опозиційною платформи — За життя» Тарасу Козаку, та закликала журналістів «не брати грошей в агресора й спати спокійно».
Бацман заявила, що тепер розвиватиме власний YouTube-канал «Алеся Бацман», де з'являються інтерв'ю, які вона бере у відомих людей, її виступи в ефірі різних телеканалів, блоги та особистий відеоархів. У січні 2021 року канал журналістки отримав «Срібну кнопку» від YouTube — кількість його підписників перевищила 100 тис. Станом на червень 2025 року на каналі було 275 тис. підписників. Найпопулярніше відео на каналі — «Реакція Скабєєвої на слова Кошового про неї та Путіна у програмі «Бацман», яке зібрало 9,2 млн переглядів.
У січні 2022 року Бацман і Гордон запустили в YouTube токшоу «ГОРДОН». Журналіст заявив, що це перше у світі політичне токшоу на цій платформі. У студії гості обговорювали актуальні політичні й соціальні теми. Програма виходила раз на тиждень. До 24 лютого, коли Росія розпочала повномасштабне вторгнення в Україну, було чотири ефіри. Після цього вихід токшоу призупинили.
У березні 2024 року міжнародна неурядова організація «Репортери без кордонів» запустила проєкт «Свобода», у межах якого у Росії, країнах Балтії і на окупованих територіях України транслюватимуть дев'ять російськомовних теле- і радіоканалів, зокрема канал Gordon live. На ньому у режимі 24/7 показують інтерв'ю Гордона й Бацман, а також контент із їхніх YouTube-каналів. Презентація проєкту відбулася в Європарламенті за участі й підтримки віцепрезидентки Єврокомісії Вери Йоурової. Загалом цей проєкт доступний для 61 млн домогосподарств, зокрема для 4,5 млн домогосподарств у РФ і приблизно 800 тис. – на окупованих територіях України. Його головна мета — надання людям якісної інформації, а також боротьба з російською пропагандою, сказали в інтерв'ю Бацман тодішній генеральний секретар «Репортерів без кордонів» Крістоф Делуар і керівник проєкту «Свобода» Джим Філліпофф. «Ми хочемо перевернути логіку пропаганди. Ми не хочемо протиставити пропаганду пропаганді. Це був би не дуже добрий засіб. Ми хочемо мати незалежну журналістику. Щоб її транслювали на аудиторію, яка живе у пропагандистських режимах», — пояснив Делуар.

### Творчість
Бацман із дитинства займається вокалом. Брала участь у кількох телевізійних концертах, зокрема, у 2017 році разом із Гордоном заспівала пісню «Вінчані зорями» на фестивалі Віталія та Світлани Білоножків «Мелодія двох сердець», а у 2019 році з піснею «У долі своя весна» виступила на концерті до Дня Перемоги, який організовував телеканал NewsOne.

### Сім'я
Чоловік — Дмитро Гордон, український журналіст, телеведучий, засновник видання «ГОРДОН». У подружжя — троє спільних дітей:
- Санта (2012)[25][26];
- Аліса (2016)[26];
- Ліана (2019)[27].